# 120mm-kanon

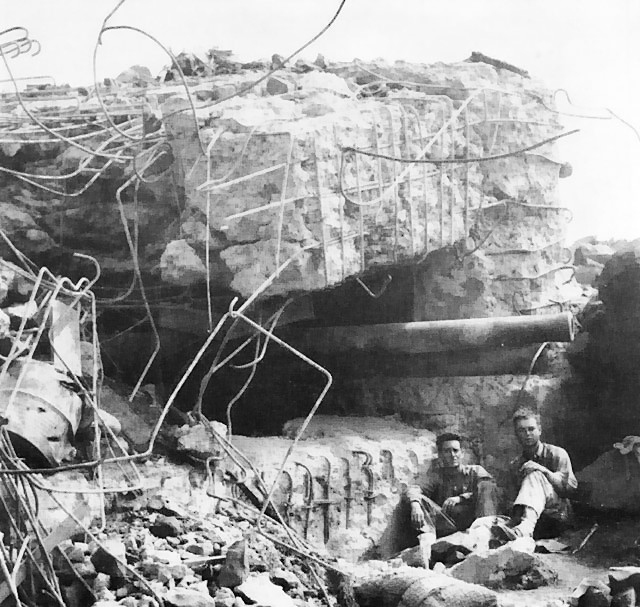
Japans 120mm-kanon bij Iwo Jima

Een 120mm-kanon is een kanon met een diameter van 120 millimeter (12 cm), dat vrijwel altijd handmatig bediend wordt. Dit type kanon werd van eind negentiende eeuw tot circa 1970 gebruikt, toen werd het vervangen door modernere, computerbestuurde kanonnen. 120mm-kanonnen kwamen vooral voor als hoofdgeschut op Japanse pantserdekschepen, lichte kruisers en torpedobootjagers. Ook werden ze als kustverdediging en artillerie ingezet. Hoewel 120mm-kanonnen een aanzienlijke kracht hebben, waren ze niet in staat om slagkruisers of slagschepen uit te schakelen: hun pantser was simpelweg te dik. Tegenwoordig zijn de meeste marineschepen bewapend met 76mm- of 127mm-kanonnen.

## Voorbeelden
Japan gebruikte aanzienlijk veel 120mm-kanonnen; hieronder enkele voorbeelden:
- De torpedobootjagers van de Umikaze-klasse[2][3]
- De torpedobootjagers van de Isokaze-klasse[2][3]
- De torpedobootjagers van de Kawakaze-klasse[2][3]
- Ook waren artillerie-divisies vaak uitgerust met 120mm-kanonnen. (zie foto)

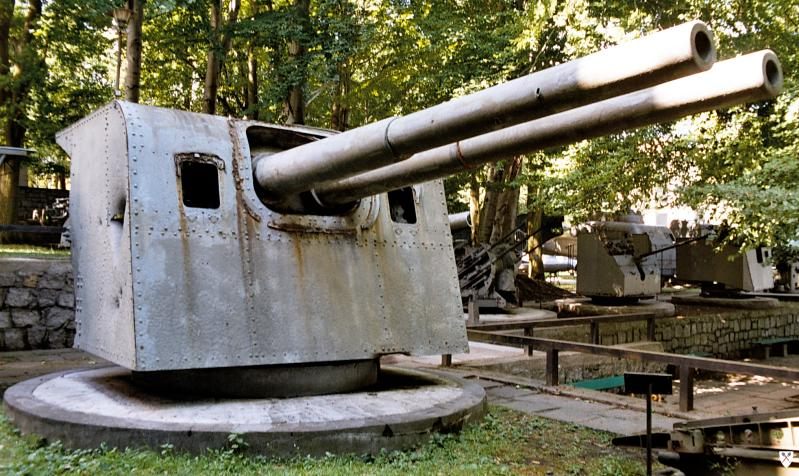
120mm-kanon

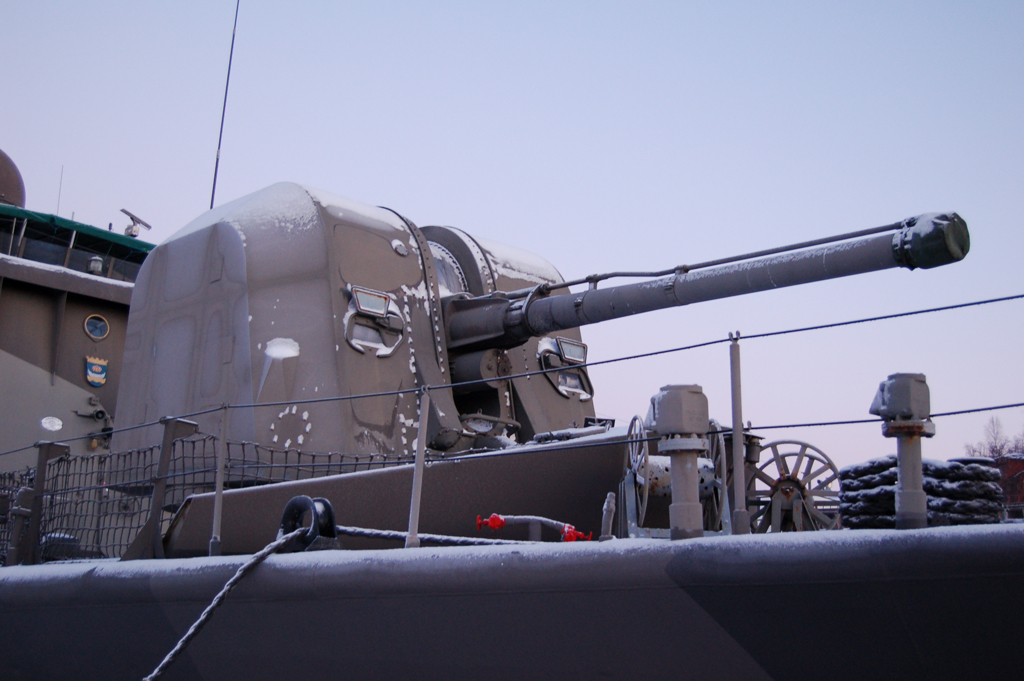
120mm-kanon van FNS Karjala